# Los Veteranos I
Los Veteranos I es un lugar designado por el censo ubicado en el condado de Webb en el estado estadounidense de Texas. En el Censo de 2010 tenía una población de 24 habitantes y una densidad poblacional de 23,28 personas por km².

## Geografía
Los Veteranos I se encuentra ubicado en las coordenadas 27°38′1″N 99°13′7″O / 27.63361, -99.21861. Según la Oficina del Censo de los Estados Unidos, Los Veteranos I tiene una superficie total de 1.03 km², de la cual 1.03 km² corresponden a tierra firme y (0%) 0 km² es agua.

## Demografía
Según el censo de 2010, había 24 personas residiendo en Los Veteranos I. La densidad de población era de 23,28 hab./km². De los 24 habitantes, Los Veteranos I estaba compuesto por el 100% blancos, el 0% eran afroamericanos, el 0% eran amerindios, el 0% eran asiáticos, el 0% eran isleños del Pacífico, el 0% eran de otras razas y el 0% pertenecían a dos o más razas. Del total de la población el 100% eran hispanos o latinos de cualquier raza.